# Midori Naka
Pour les articles homonymes, voir Naka.
Midori Naka (japonais : 仲 み ど り, née le 19 juin 1909 – morte le 24 août 1945) est une actrice japonaise de style Shingeki, célèbre dans son pays au moment de sa mort. Elle a survécu au bombardement atomique d'Hiroshima le 6 août 1945, pour mourir 18 jours plus tard des conséquences de celui-ci.
Midori Naka a fourni le premier témoignage du bombardement d'Hiroshima à être largement diffusé dans les médias. Elle est la première personne au monde dont la mort a été officiellement reconnue comme étant le résultat d'un empoisonnement aux radiations. Sa notoriété a aidé à faire connaître les effets néfastes de l'exposition aux rayonnements et a encouragé davantage de recherches dans ce domaine.

## Biographie
Midori (« vert » en japonais) Naka est née le 19 juin 1909 dans le quartier Nihonbashi de l'arrondissement Chūō de Tokyo, au Japon. Elle est la troisième des quatre filles d'un officier militaire.
Naka obtient un diplôme du College Jogakuin d'Osaka, puis rejoint le groupe de théâtre de samouraïs Asakusa en 1928. En 1931, elle entre dans le tout nouveau Tsukiji Shokekijo (petit théâtre de Tsukiji) et se distingue en tant qu'actrice du style Shingeki, en particulier pour ses performances en tant que personnage titulaire dans la production de Lady of the camellias.
Au milieu des années 1930, elle aide ses sœurs à gérer un café dans le quartier Asakusa à Tokyo. En 1940, la troupe Tsukiji est fermée par la police. Elle rejoint la compagnie de théâtre Kuraku-za en 1942.
Les raids aériens sur Tokyo rendent l'activité difficile et la troupe est dissoute en janvier 1945. En mars 1945, Naka devint actrice principale du Sakura-tai, un groupe de théâtre mobile nouvellement formé et organisé par l'acteur Sadao Maruyama,,.

### Bombardement d'Hiroshima
Avec la troupe Sakura-tai, Naka s'installe à Hiroshima le 7 juin 1945, avec l'intention d'y passer la saison. Les neuf membres de la troupe louent une maison située à environ 650 mètres du lieu de l'explosion de la bombe atomique d'août 1945. Ils partagent cette maison avec des membres d'une autre troupe de théâtre, la Sangoza.
Naka et seize de ses collègues se trouvent dans la maison d'Hiroshima le 6 août 1945, lorsque la bombe atomique explose au-dessus de la ville. Treize des dix-sept acteurs sont tués sur le coup. Naka fait partie des survivants, avec Sadao Maruyama, Keiko Sonoi et Shozo Takayama. Naka a décrit plus tard son expérience :

« Quand c'est arrivé, j'étais dans la cuisine, car c'était à mon tour de préparer le petit-déjeuner ce matin-là. Je portais une robe de chambre légère, de couleur rouge et blanche et j'avais un foulard noué autour de la tête. Lorsqu'une lumière blanche soudaine a envahi la pièce, ma première réaction a été de supposer que la chaudière à eau chaude avait explosé. J'ai immédiatement perdu connaissance. Quand j'ai repris conscience, j'étais dans l'obscurité et j'ai progressivement constaté que j'étais coincée sous les ruines de la maison. Quand j'ai essayé de me libérer, j'ai réalisé qu'en dehors de ma petite culotte, j'étais entièrement nue. J'ai passé ma main sur mon visage et mon dos et j'ai constaté que je n'avais pas été blessée ! Seules mes mains et mes jambes étaient légèrement égratignées. Tout était en flammes. J'ai alors couru jusqu'à la rivière et j'ai sauté dans l'eau, où j'ai flotté vers l'aval. Après quelques centaines de mètres, des soldats m'ont repêché,. »

### Maladie et mort
Quelques jours plus tard, grâce à son statut d'actrice célèbre, Naka trouve une place dans l'un des rares trains qui se rendent alors dans la capitale. Le 16 août, Naka se rend à l'hôpital de l'Université de Tokyo où elle est examinée par certains des meilleurs médecins du pays, dont le Dr Matsuo Tsuzuki, sans doute le plus grand expert japonais en radiation à l'époque .
À l'hôpital, Naka reçoit des transfusions sanguines répétées afin de tenter de lui sauver la vie. Au début de son hospitalisation, sa température corporelle est de 37,8 °C et son pouls, de 80 bpm. Dans les jours suivants, ses cheveux commencent à tomber et son nombre de globules blancs chute du nombre normal de 8 000 par mm3 à 300-400 (d'autres sources indiquent 500 à 600) à la grande surprise du personnel soignant. Son nombre de globules rouges était au niveau de 3 000 000. Le 21 août, sa température corporelle et son pouls passent à 41 °C et 158 bpm respectivement. Le 23 août, douze à treize taches violettes apparaissent sur son corps. Le même jour, Naka affirme qu'elle se sent mieux. Cependant, elle meurt le lendemain. Elle était le dernier membre survivant de Sakura-tai ; les trois autres survivants avaient déjà péri à ce moment-là, également en raison d'un empoisonnement aux radiations.

## Héritage
Midori Naka a été la première personne au monde dont la mort a été officiellement certifiée comme étant le résultat de la « maladie de la bombe atomique » (intoxication par les radiations). Le journaliste Robert Jungk soutient que la couverture médiatique entourant la maladie de Midori Naka, en raison de son statut de personnalité publique, a contribué à faire connaître la soi-disant « maladie des radiations » aux grand public. Jusqu'à ce que l'histoire de Naka soit présentée, une certaine confusion et méconnaissance entouraient la mystérieuse « nouvelle maladie » dont souffraient de nombreux survivants des bombardements atomiques. Jungk soutient que, grâce à l'importance de Naka et à son histoire personnelle, une enquête et un examen appropriés du phénomène d'empoisonnement aux radiations ont commencé, sauvant potentiellement par la suite la vie de nombreuses personnes exposées aux radiations pendant les bombardements.
Le 11 septembre 1945, les résultats de 37 autopsies de victimes à la bombe menées par l'équipe scientifique de l'Université de Kyoto sont confisqués par le général de l' armée américaine Thomas Farrell. Le matériel confisqué, transporté aux États-Unis, comprenait les restes de Naka. Ses restes ont été soigneusement étudiés et ont été renvoyés au Japon en 1972, dans un ensemble de bocaux en verre. Ils sont depuis exposés au Mémorial de la paix d'Hiroshima
Le poète français Jacques Gaucheron fait référence à Naka dans son poème Sous le signe d'Hiroshima, la comparant à un « flocon de neige ». Le long poème est publié pour la première fois en 1970 dans la revue littéraire Europe: Revue Littéraire Mensuelle.
Un docudrame traitant de la formation du Sakura-tai et du sort de ses membres a été lancé en 1988. Le film, Sakura-tai Chiru, a été réalisé par Kaneto Shindō.  Midori Naka y est interprétée par l'actrice Yasuko Yagami.